# Vertiginidae
Vertiginidae zijn een familie van weekdieren uit de klasse van de Gastropoda (slakken).

## Taxonomie

### Onderfamilies
- Nesopupinae Steenberg, 1925
- Vertigininae Fitzinger, 1833

### Geslacht
- Costigo O. Boettger, 1891